# O Comprador de Fazendas
O Comprador de Fazendas é um filme brasileiro realizado em 1951 pela Companhia Cinematográfica Maristela e dirigido por Alberto Pieralisi. Foi totalmente rodado em São Paulo. Baseada em um conto de Monteiro Lobato (do livro "Urupês").
O desempenho da dupla de veteranos atores Procópio Ferreira e Henriette Morineau como marido e mulher é o ponto alto do filme.[carece de fontes?] O ator inclusive ganhou o Prêmio Revista A Cena Muda de melhor ator do ano por esse trabalho. A música "Festa no Arraiá" foi composta especialmente para o filme e é executada pelo autor Luiz Gonzaga.[carece de fontes?]
Existe outra versão do mesmo conto, de 1974, O Comprador de Fazendas, com Agildo Ribeiro no papel do vigarista e Eliana Martins como a filha do fazendeiro.

## Sinopse
O fazendeiro arruinado Moreira quer vender sua propriedade, Fazenda do Espigão, no Vale do Paraíba. Sua mulher coloca um anúncio no jornal. Ao receber um telegrama de um possível comprador, Moreira faz um acordo com seus credores e juntos concordam em se fazerem passar por empregados e arrumarem a aparência do lugar, colocando árvores e plantas, trazendo animais e máquinas e pintando a casa. O interessado é Pedro Trancoso, um pintor de paredes que leu o anúncio e se apresenta pensando, na verdade, apenas em se aproveitar da situação e passar um bom fim-de-semana no campo.

## Elenco
- Procópio Ferreira... Moreira
- Henriette Morineau... Isaura
- Hélio Souto... Pedro Trancoso (pintor de parede)
- Jaime Barcelos
- Jackson de Souza
- Elisio de Albuquerque
- Sérgio Britto
- Carlos Ortiz
- Luiz Gonzaga... cantor da festa
- Kuen ... japonesinho
- Lia de Aguiar ... dubladora de Margot Bittencourt